# OmniFocus
OmniFocus ist ein kommerzielles Selbstmanagement-Programm der Firma The Omni Group für Mac OS X und iOS. Es arbeitet nach dem Schema Getting Things Done (GTD).

## Geschichte
OmniFocus ist die Weiterentwicklung der Kinkless kGTD-Skripte für Omni Groups OmniOutliner. Besagte Kinkless-Scripte (kGTD) wurden von Ethan J. A. Schoonover entwickelt, um OmniOutliner um Funktionen des GTD zu erweitern. 
Die Omni Group schließlich hat Schoonover und Merlin Mann zu einem Team zusammengestellt, um OmniFocus zu entwickeln.
In einem Vergleichstest von Software zum Aufgabenmanagement in der Ausgabe 12/2008 der Zeitschrift MACup erreichte es den ersten Platz. Getestet wurden neben OmniFocus: Cultured Code Things Desktop (Platz 2), Thinking Code Dejumble Beta 1.2 (Platz 3) und Funky Cloud LifeShaker 1.2.3 (Platz 4). Auf der Macworld 2008 erhielt OmniFocus vom Onlinedienst The Mac Observer den Choice Award.
Die erste Version erschien am 8. Januar 2008, Version 2 am 21. Mai 2014, Version 3 am 23. September 2018, Version 4 am 13. Dezember 2023.

## Typischer Arbeitsablauf
- ein Projekt erstellen
- Aktionen hinzufügen (Aufgaben)
- Kontexte erstellen und zuweisen
- Aktionsstatus überprüfen
- Filterung nach Perspektiven
- Aktionen zum Eingang hinzufügen
- das Projekt prüfen
- mit iCal synchronisieren